# Valerio Pacuala Huillca
Valerio Pacuala Huillca es un político peruano. Fue alcalde del distrito de Kunturkanki entre 2007 y 2010 y consejero regional del Cusco entre 2011 y 2014.
Nació en el Kunturkanki, provincia de Canas, departamento del Cusco, el 14 de abril de 1976. Cursó sus estudios primarios y secundarios en su localidad natal. Entre 1993 y 1997 cursó estudios superiores de educación en la Universidad Nacional San Antonio Abad del Cusco
En las elecciones municipales del 2006 fue elegido alcalde del distrito de Kunturkanki por el Movimiento Regional Autogobierno Ayllu obteniendo el 25.341% de los votos. Tras su gestión, postuló en las elecciones regionales del 2010 como candidato del partido Restauración Nacional al consejo regional del Cusco por la provincia de Canas obteniendo la representación con el 43.398% de los votos. Su gestión fue muy cuestionada con diversas denuncias de irregularidades llegando a estar procesado penalmente por abuso de autoridad y detenido por la Policía Nacional del Perú. En las elecciones municipales del 2018 tentó sin éxito su elección como alcalde provincial de Canas.